# FC ViOn Zlaté Moravce
Az FC ViOn Zlaté Moravce egy labdarúgócsapat Aranyosmaróton, Szlovákiában. A klubot 1995. január 22-én alapították. Jelenleg a szlovák labdarúgó-bajnokság első osztályában szerepel.

## Történelem

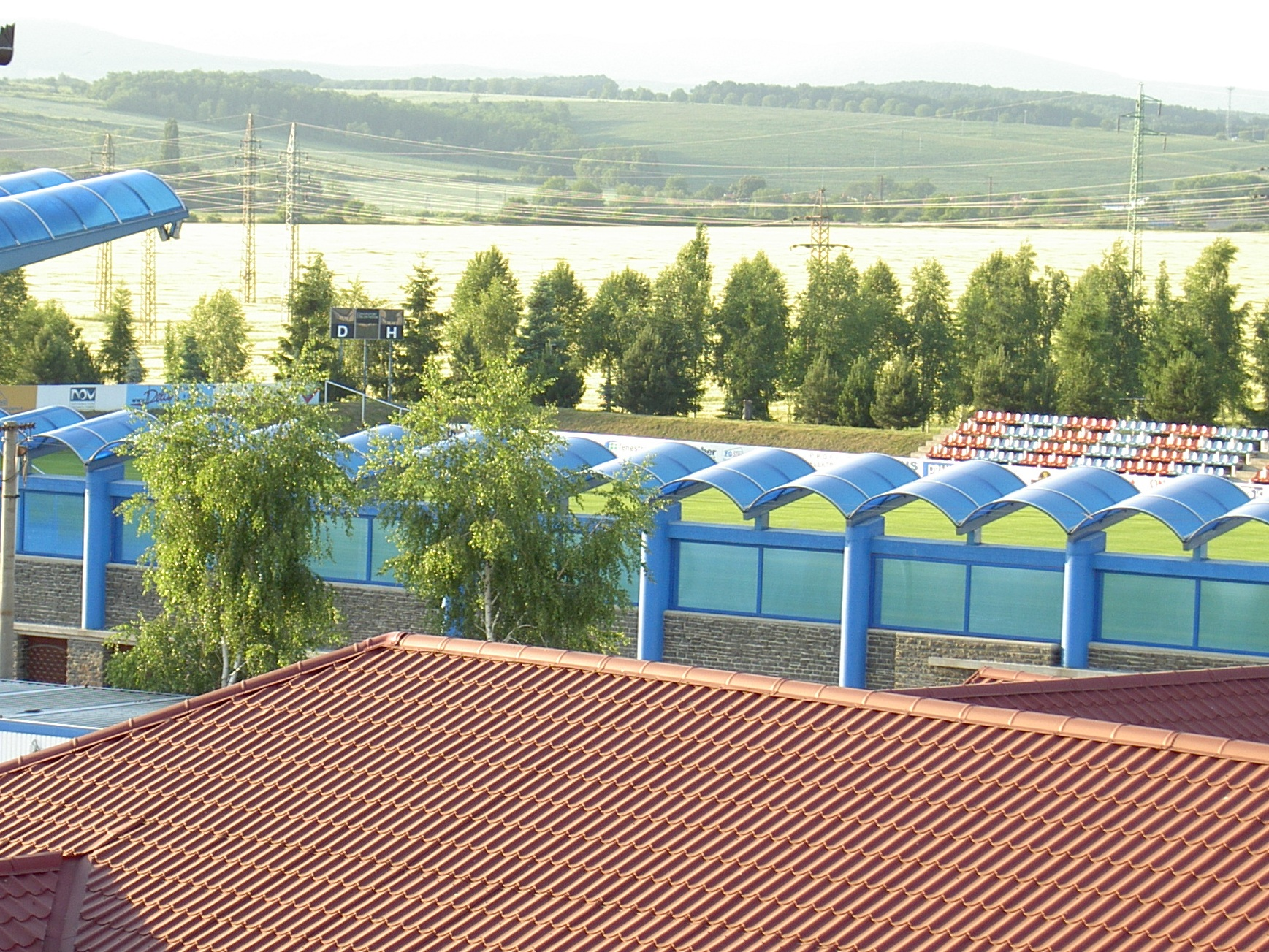
Az FC ViON stadionja.

Az 1995-ös megalapítást követően alacsonyabb osztályokban szerepeltek egészen 2004-ig, amikor feljutottak a szlovák másodosztályba. A 2006–07-es idény végén aztán sikerült a Corgoň Ligába is feljutniuk. Történetük legnagyobb sikerét azzal érték el, amikor elhódították a 2007-es szlovák kupa serlegét. A döntőben az FC Senec gárdáját győzték le 4–0 arányban.
Kupagyőzelmüknek köszönhetően indulhattak a 2007–2008-as UEFA-kupában. Első UEFA-kupa mérkőzésükre 2007. július 19-én került sor, amikor hazai pályán 3–1-re legyőzték a kazah FC Almatyt.

## Sikerek
- Szlovák-kupa
  - 1. hely (1): 2007

### Az FC ViOn Zlaté Moravce nemzetközi kupamérkőzései
| Szezon  | Kiírás    | Forduló         | Nemzet | Ellenfél  | Eredmények |
| ------- | --------- | --------------- | ------ | --------- | ---------- |
| 2007/08 | UEFA-kupa | 1. selejtezőkör | KAZ    | FC Almaty | 3–1, 1–1   |
|         |           | 2. selejtezőkör | RUS    | FK zenyit | 0–2, 0–3   |

## Játékoskeret
| #  |     | Poszt | Név                      |
| -- | --- | ----- | ------------------------ |
| 1  | SVK | K     | Patrik Brezina           |
| 2  | SVK | KP    | Milan Pavlovič           |
| 3  | SVK | V     | Pavol Zemanovič          |
| 4  | MAS | V     | Mohd Fadhli Mohd Shas    |
| 5  | SVK | V     | Patrik Pavlenda          |
| 6  | SVK | KP    | Jakub Paur               |
| 7  | SVK | KP    | Martin Babic             |
| 8  | SVK | KP    | Martin Ondrejka          |
| 9  | SVK | CS    | Adrián Candrák           |
| 10 | SVK | CS    | Andrej Hodek             |
| 11 | MAS | CS    | Wan Zack Haikal Wan Noor |
| 12 | SVK | V     | Martin Chren             |

| #  |     | Poszt | Név               |
| -- | --- | ----- | ----------------- |
| 13 | SVK | KP    | Peter Kuračka     |
| 14 | SVK | KP    | Peter Orávik      |
| 15 | SVK | KP    | Matúš Bôžik       |
| 16 | SVK | CS    | Andrej Brčák      |
| 17 | SVK | V     | Marek Janečka     |
| 19 | SVK | V     | Pavol Majerník    |
| 20 | SVK | CS    | Karol Pavelka     |
| 22 | SVK | K     | Martin Kuciak     |
| 23 | SVK | V     | Peter Farkaš      |
| 24 | CZE | KP    | Martin Hruška     |
| 25 | SVK | KP    | Lukáš Kováč       |
| 27 | MAS | KP    | Mohd Irfan Fazail |